# Alzou (dopływ Aveyron)
Alzou – rzeka we Francji, przepływająca przez teren departamentu Aveyron. Ma długość 43,86 km. Stanowi prawy dopływ rzeki Aveyron.

## Geografia
Alzou swoje źródła ma w gminie Goutrens. Rzeka generalnie na całej swojej długości płynie w kierunku zachodnim lub południowo-zachodnim. Uchodzi do rzeki Aveyron w Villefranche-de-Rouergue. 
Alzou w całości płynie na terenie departamentu Aveyron, w tym na obszarze 11 gmin: Goutrens (źródło), Bournazel, Roussennac, Rignac, Anglars-Saint-Félix, Privezac, Compolibat, Lanuéjouls, Brandonnet, Maleville oraz Villefranche-de-Rouergue (ujście). 

## Dopływy
Alzou ma 5 dopływ o długości powyżej 5 km: 
- Argous
- Alzure
- Alze
- Riou Nègre
- Ruisseau de Ronye